# Metadorcinus amuelleri
Metadorcinus amuelleri is een keversoort uit de familie vliegende herten (Lucanidae). De wetenschappelijke naam van de soort is voor het eerst geldig gepubliceerd in 1963 door Weinreich.